# Кома (Бурятія)
Кома (рос. Кома) — село Прибайкальського району, Бурятії Росії. Входить до складу Сільського поселення Ітанцинського.
Населення — 743 особи (2015 рік).